# Artur Ruciński
Artur Ruciński (ur. 25 kwietnia 1976 w Warszawie) – polski śpiewak operowy (baryton), śpiewający na największych scenach operowych świata.

## Wykształcenie
W 1995 rozpoczął naukę śpiewu w Państwowej Szkole Muzycznej im. Fryderyka Chopina w Warszawie pod kierunkiem Jerzego Knetiga.
W 1999 uzyskał stypendium niemieckiej Fundacji Hansa i Eugenii Jutting.
Ukończył studia w Akademii Muzycznej im. Fryderyka Chopina w Warszawie (obecnie: Uniwersytet Muzyczny Fryderyka Chopina).

## Kariera operowa
W 2002 roku zadebiutował na deskach Teatru Wielkiego – Opery Narodowej w Warszawie w partii tytułowej w Eugeniuszu Onieginie P. Czajkowskiego. Występował na tej scenie w wielu partiach barytonowych, m.in. jako: Janusz w Halce S. Moniuszki, Papageno w Czarodziejskim flecie W.A. Mozarta, Sharpless w Madame Butterfly G. Pucciniego, książę Jelecki w Damie Pikowej P. Czajkowskiego (pod batutą Walerija Giergijewa), Walenty w Fauście Ch. Gounoda (w reż. Roberta Wilsona), Henryk w Łucji z Lammermoor G. Donizettiego, Figaro w Cyruliku sewilskim G. Rossiniego.
Stale współpracuje z Warszawską Operą Kameralną. Współpracuje również z teatrami operowymi w Krakowie, Poznaniu, Łodzi, Wrocławiu, Bydgoszczy i Gdańsku.
W 2009 r. zadebiutował, na zaproszenie Daniela Barenboima, jako Eugeniusz Oniegin w Staatsoper Unter den Linden w Berlinie. W listopadzie 2009 r. zaśpiewał tytułowego Rogera w Królu Rogerze K. Szymanowskiego w Gran Teatre del Liceu w Barcelonie.
W 2010 r. wziął udział w otwarciu sezonu w Staatsoper w Hamburgu (Henryk w Łucji z Lammermoor, u boku m.in. Piotra Beczały). Wystąpił tam także w Cyruliku sewilskim oraz Traviacie (Germont) i Falstaffie (Ford) G. Verdiego.
W sezonie 2010/2011 wystąpił w Walencji pod batutą Maestro Lorina Maazela jako Lescaut w Manon J. Masseneta i Eugeniusz Oniegin w Filharmonii w Oslo; w wiedeńskiej Goldener Saal Musikverein wykonał Carmina Burana C. Orffa. Zaśpiewał po raz pierwszy, w Arena di Verona (Merkucjo w Romeo i Julia Ch. Gounoda).
W sezonie 2011/2012 powrócił do berlińskiej Staatsoper jako Hrabia Almaviva w Weselu Figara, ponownie pod dyrekcją Daniela Barenboima. Zadebiutował w Los Angeles Opera w roli Marcella w Cyganerii G. Pucciniego oraz Teatro di San Carlo w Neapolu (Francesco w Zbójcach G. Verdiego).
W sezonie 2012/2013 wystąpił w Bilbao (Germont w Traviacie), w Staatsoper w Hamburgu (Ford w Falstaffie), w Teatro La Fenice w Wenecji (Zbójcy), w Opera Bastille w Paryżu (Ford), w Theater an der Wien oraz ponownie w Arena di Verona (Hrabia Luny w Trubadurze).
W sezonie 2013/2014 zaśpiewał w Teatro Regio di Parma (Zbójcy), Teatro Petruzzelli w Bari (Falstaff), Bayerische Staatsoper w Monachium (Oniegin), Oper Frankfurt (Falstaff), Operze w Budapeszcie (Wesele Figara), zadebiutował także w kolejnej roli verdiowskiej – Ezio w koncertowym wykonaniu Attyli w Teatrze Wielkim – Operze Narodowej w Warszawie. Wiosną 2014 zadebiutował w londyńskiej Royal Opera House – Covent Garden jako Giorgio Germont. W listopadzie 2014 r. po raz pierwszy wystąpił w Teatro alla Scala w Mediolanie (Simon Boccanegra z Plácido Domingo w roli tytułowej). Zaśpiewał także w Teatro La Fenice w Wenecji (Trubadur).
W 2015 r. po raz pierwszy zaśpiewał w berlińskiej Deutsche Oper (Traviata). Zaśpiewał także Oniegina w Teatrze Wielkim – Operze Narodowej w Warszawie, Walencji (Don Pasquale) oraz w Staatsoper w Hamburgu i Operze w Zurychu (Lucia di Lammermoor). Zaśpiewał także w serii spektakli Trubadura na Festiwalu w Salzburgu. We wrześniu 2015 na scenie paryskiej Opera Bastille wystąpił jako Don Giovanni. Dokonał prawykonania jednego z ostatnich dzieł H.M. Góreckiego Sanctus Adalbertus,, a także, wraz z zespołami Filharmonii Narodowej pod dyrekcją Jacka Kaspszyka, nagrał Stabat Mater K. Szymanowskiego dla wytwórni Warner Classics.
W styczniu 2016 wystąpił jako Oniegin w Royal Opera House w Londynie. W lutym 2016 po raz pierwszy wystąpił w Metropolitan Opera w Nowym Jorku, śpiewając Sharplessa w Madame Butterfly. W tym sezonie wystąpił także w Gran Teatre del Liceu w Barcelonie i w Arena di Verona..
Sezon 2017/18 to kolejne realizacje oper verdiowskich: Traviata w San Francisco Opera i Zbójcy w Rzymie. W paryskiej Opera Bastille wystąpił po raz pierwszy jako Gianni Schicchi wziął udział w serii przedstawień Cyganerii. W czerwcu i lipcu 2018 zaśpiewał w Teatro Real w Madrycie (Łucja z Lammermoor). W listopadzie i grudniu 2018 po raz pierwszy pojawił się w Chicago Lyric Opera (Trubadur) oraz wystąpił w koncertowym wykonaniu Luizy Miller G. Verdiego w Monte Carlo.

## Inne
Z okazji 200. rocznicy urodzin Fryderyka Chopina w roku 2010 razem z Iwoną Sobotką (sopran) I Ewą Pobłocką (fortepian) wziął udział w nagraniu płyty z pieśniami Chopina.

## Nagrody
- Jest laureatem wielu konkursów wokalnych w kraju, m.in. 2000 – Ogólnopolskiego Konkursu Wokalnego w Dusznikach-Zdroju (III miejsce), 2000 – VI Ogólnopolskiego Konkursu Wokalistyki Operowej im. Adama Didura w Bytomiu (II nagroda)[3], 2001 – Międzynarodowego Międzyuczelnianego Konkursu Muzyki Kameralnej im. Kiejstuta Bacewicza w Łodzi (III nagroda). Odniósł również sukcesy na zagranicznych konkursach: Internationale Hans Gabor Belvedere Gesangswettbewerb w Wiedniu, Międzynarodowym Konkursie Śpiewaków Operowych im. Salomei Kruszelnickiej we Lwowie oraz Competizione dell’Opera w Treviso we Włoszech[4].
- 2008: Paszport „Polityki” w kategorii Muzyka poważna[5] za konsekwentne budowanie kariery w Polsce i podnoszenie poziomu spektakli na naszych scenach operowych[6]
- 2015: Teatralna Nagroda Muzyczna im. Jana Kiepury dla najlepszego śpiewaka roku 2015 (ex aeqo z Rafałem Siwkiem)
- 2017: Doroczna Nagroda Ministra Kultury i Dziedzictwa Narodowego w dziedzinie muzyki[7]

## Repertuar operowy
- Ch. Gounod, Faust, Walenty;
- P. Czajkowski, Eugeniusz Oniegin, Eugeniusz Oniegin;
- P. Czajkowski, Dama pikowa, Książę Jelecki;
- G. Donizetti, Don Pasquale, Malatesta;
- G. Donizetti, Łucja z Lammermoor, Lord Ashton;
- J. Massenet, Manon, Lescaut;
- S. Moniuszko, Halka, Janusz;
- W.A. Mozart, Czarodziejski flet, Papageno;
- W.A. Mozart, Don Giovanni, Don Giovanni;
- W.A. Mozart, Wesele Figara, Hrabia Almaviva;
- G. Puccini, Cyganeria, Marcello;
- G. Puccini, Gianni Schicchi, Gianni Schicchi;
- G. Puccini, Madame Butterfly, Sharpless;
- G. Rossini, Cyrulik sewilski, Figaro;
- K. Szymanowski, Król Roger, Roger;
- G. Verdi, Attyla, Ezio
- G. Verdi, Falstaff, Ford;
- G. Verdi, Luiza Miller, Miller
- G. Verdi, La traviata, Giorgio Germont;
- G. Verdi, Trubadur, Conte di Luna;
- G. Verdi, Zbójcy, Francesco;

## Dyskografia
- B. Britten, War Requiem, Anna Samuil, John Daszak, Artur Ruciński, dyr. Sir Neville Marriner, dyr. ork. kameralnej Edward Higginbottom, dyr, chóru Steven Grahl, Państwowy Chór Filharmonii w Mińsku im. G. Szirmy, Orkiestra Symfoniczna Polskiej Filharmonii Bałtyckiej w Gdańsku, [2010] SCD137-138 3
- F. Chopin, Pieśni, WYDANIE NARODOWE, Sobotka, Ruciński, Pobłocka, BeArTon (CD) [2009]
- P. Czajkowski, Eugeniusz Oniegin, Kristine Opolais, Lena Belkina, Artur Rucinski, Dmitri Korchak, Günther Groissböck, Margarita Nekrasova, Helene Schneiderman, reż. Mariusz Treliński, dyr. Omer Meir Wellber, Orquestra de la Comunitat Valenciana, Cor de la Generalitat Valenciana, C Major: 712408 (DVD & Blu-ray) [2013]
- Ch. Gounod, Romeo i Julia, Nino Machaidze, Ketevan Kemoklidze, Stefano Secco, Jean-François Borras, Paolo Antognetti, Artur Rucinski, reż. Francesco Micheli, dyr. Fabio Mastrangelo, Orchestra, Coro e Corpo di Ballo della Fondazione Arena di Verona, Bel Air Classiques: BAC481 (DVD & Blu-ray) Arena di Verona, 08/2011 [2012]
- M. Weinberg, The Passenger, Michelle Breedt (Lisa), Roberto Sacca (Walter), Elena Kelessidi (Martha), Artur Rucinski (Tadeusz), Svetlana Doneva (Katja), Liuba Sokolova (Bronka), Angelica Voje (Krzystina), reż. David Pountney, dyr. Teodor Currentzis, Wiener Symphoniker, Prague Philharmonic Choir, Live from the Bregenz Festival, NEOS 51005 [2010] and Arthaus Musik 109079 [2015] (DVD & Blu-ray)
- F. Nowowiejski, Quo Vadis, Aleksandra Kurzak, Artur Ruciński, Rafał Siwek, Sebastian Szumski, Arkadiusz Bialic (organy), dyr. Piotr Sułkowski, Górecki Chamber Choir, Orkiestra Symfoniczna Warmińsko-Mazurskiej Filharmonii im. Feliksa Nowowiejskiego w Olsztynie, DUX 1327/1328
- R. Statkowski, Maria, Wioletta Chodowicz, Dariusz Pietrzykowski, Artur Ruciński, Wojtek Gierlach, Katarzyna Rzymska, Krzysztof Kur, dyr. Łukasz Borowicz, Polska Orkiestra Radiowa, Chór Polskiego Radia, Włodzimierz Siedlik – przygotowanie chóru, Polskie Radio SA (CD) [2010]
- K. Szymanowski, Stabat Mater, Litania do Marii Panny, Aleksandra Kurzak, Dmitry Korchak, Agnieszka Rehlis, Artur Ruciński, dyr. Jacek Kaspszyk, Orkiestra i Chór Filharmonii Narodowej w Warszawie, Warner Music 9586450
- G. Verdi, Falstaff, Adam Kruszewski (Falstaff), Artur Ruciński (Ford), Rafał Bartmiński (Fenton), Jerzy Knetig (Dr Caius), Krzysztof Kur (Bardolfo), Remigiusz Łukowski (Pistola), Izabell Kłosińska (Mrs. Alice Ford), Katarzyna Tylnik (Nannetta), Joanna Cortes (Mrs. Quickly), Małgorzata Pańko (Mrs. Meg Page), dyr. Łukasz Borowicz, Chór Polskiego Radia, Polska Orkiestra Radiowa, Polskie Radio CD 1084-85 (2CD) [2008]
- Pieśni i Arie, Artur Ruciński, dyr. Łukasz Borowicz, Polska Orkiestra Radiowa (CD), Polskie Radio [2009]
- G. Verdi, Giovanna d’Arco, Wioletta Chodowicz, Andrea Giovanni, Artur Ruciński, Mikołaj Adamczak, Adam Palka, dyr. Łukasz Borowicz, Chór Teatru Wielkiego w Poznaniu, Orkiestra Filharmonii Poznańskiej, Warner Music Polska PNCD1388A/B (CD) [2011]
- G. Verdi, I Masnadieri, Giacomo Prestia (Massimiliano), Aquiles Machado (Carlo), Artur Ruciński (Francesco), Lucrecia Garcia (Amalia), Walter Omaggio (Arminio), Dario Russo (Moser) & Massimiliano Chiarolla (Rolla), reż. Gabriele Lavia, dyr. Nicola Luisotti, San Carlo Theatre Ballet School & San Carlo Theater Chorus and Orchestra, Unitel Classic A00 008959, collana TUTTO VERDI [2012]
- Walewska i przyjaciele. Najpiękniejsze arie, pieśni i piosenki. Anna Bajor, Jerzy Gaczek, Zbigniew Macias, Bogusław Morka, Wiesław Ochman, Artur Ruciński, Dariusz Stachura, Małgorzata Walewska, Adam Zdunikowski, dyr. Przemysław Fiugajski, Orkiestra Polskiego Radia, Orkiestra Symfoniczna Filharmonii Zabrzańskiej, Orkiestra Symfoniczna KWK Staszic, Orkiestra Teatru Muzycznego w Łodzi, DUX 0500/0501 [2004]
- Panie zostań z nami. Pieśni eucharystyczne, Wiesław Ochman, ArturR uciński, Zespół Artystyczny Wojska Polskiego, Universal Music Polska MR07345354 (CD) [2016]
- Czekałem wieczność, Artur Ruciński, Ewa Biegas, Sabina Olbrich, Katarzyna Mizerny, Grażyna Bieniek, Maciej Gallas, Adam Żaak, dyr. Grzegorz Mierzwiński, Orkiestra Symfoniczna K.H.W. S.A. KWK „Staszic”, DUX CD [2002]